# ザ・ホライズン
ザ・ホライズン（英称：The Horizon）は、SVSグループ（旧渋谷ビデオスタジオ）の連結子会社でテレビ番組の照明技術業務を担う技術会社である。2008年1月に株式会社東新（とうしん）より社名変更した。

## 会社の概要について

### 所在地
- 〒164-0011 東京都中野区中央1丁目13番8号　大橋セントラルビル

### 設立年月日
- 1975年7月1日

### 役員
- 代表取締役：藤原武夫

## 所属スタッフ
- 藤原 武夫（代表者）
- 白倉 孝雄
- 佐藤 浩栄
- 出口 勉
- 吉澤 一生
- 萩原 文彦
- 片原 数男
- 海保 栄吉
- 田代 良男
- 大賀 章雄
- 稲木 健
- 森泉 英男
- 田中 亜矢
- 木幡 和弘
- 梶山 高弘
- 中江 純平
- 小池 真之介
- 田中 秀典
- 熊渕 栞
- 筒井 元希
- 横山 百花
- 岩田 桃花

## 主な技術協力番組
（凡例）太字：現在放映中の番組。